# Carré (Stockhausen)
Pour les articles homonymes, voir Carré (homonymie).
Carré est une vaste symphonie chorale pour quatre orchestres et quatre chœurs de Karlheinz Stockhausen. Composé entre 1958 et 1960, l'ouvrage est créé 28 octobre 1960 à Hambourg par Mauricio Kagel (orchestre I), Andrzej Markowski (orchestre III), Michael Gielen (orchestre IV) et le compositeur (orchestre II). Chaque orchestre est complété par un chœur de douze chanteurs.

## Analyse de l'œuvre
Le texte chanté est conçu phonétiquement selon des critères musicaux avec des ajouts de mots inintelligibles (noms de personnes et d'amis du compositeur). Composition au caractère introverti et quasi statique, elle illustre le concept de la Moment-forme, « un ensemble constitué d'états et de processus à l'intérieur desquels chaque moment constitue une entité personnelle centrée sur elle-même mais qui se réfère toujours à un contexte, à la totalité de l'œuvre. Aucune histoire n'est racontée, il faut s'abstraire du temps si l'on veut se pénétrer de cette musique » K. Stockhausen.
- Durée d'exécution : trente minutes.